# Gert-Jan de Jong
Gert-Jan de Jong (Zegveld, 29 december 1965) is een Nederlandse architect. Hij studeerde in 1990 af als architect en constructief ontwerper aan de Technische Universiteit Eindhoven.

## Biografie
Na zijn afstuderen werkte De Jong aan uiteenlopende ontwerpen en realisaties bij een aantal gerenommeerde architectenbureaus, waaronder Santiago Calatrava in Parijs (1990-1991) en Zwarts & Jansma Architecten in Amsterdam (1996-1999).
In 1999 richtte hij in Utrecht het architectenbureau ARC2 Architectuurstudio op. In 2008 veranderde de naam van het bureau in Arc2 architecten en vestigde het zich in Almere. Het bureau kent een uiteenlopend portfolio met projecten op het gebied van architectuur, landschap en infrastructuur. Kenmerkende projecten waaronder de nieuwbouw van het Nederlands Spoorwegmuseum in Utrecht, het Filmtheater Hilversum, de ophaalbrug PoortBrug in Leeuwarden en de gerealiseerde geodetische koepels in binnen- en buitenland, waaronder de Dinodome voor GaiaZOO en de tropische vlinderkas Amazonica Dome voor Diergaarde Blijdorp in Rotterdam.
De ontwerpen van de Jong worden gekarakteriseerd door een organische vormgeving waarin constructieve elementen prominent aanwezig zijn.

## Erkenning
Gert-Jan de Jong heeft in de vorm van prijzen en selecties erkenning gekregen voor zijn werk. Tijdens zijn studietijd ontving hij in 1990 de betonprijs voor zijn afstudeerproject Integratie van Architectuur & Constructie uitgereikt door de Nederlandse Betonvereniging. In 1996 werd zijn ontwerp voor de jaarlijks terugkerende internationale tentoonstelling van experimentele tuinen in Chaumont-sur-Loire (F) bekroond met de eerste prijs. In 2009 is het werk van De Jong geselecteerd voor de Tentoonstelling “De gedroomde wereld - Utopische momenten” in Architectuurcentrum Casla. In 2010 was hij samen met Architectuurwerkplaats MOOST de winnaar van de publieksprijs Hilversumse Architectuurprijs 2007-2008 voor het ontwerp van het Filmtheater Hilversum. Een onderscheiding die eens in de twee jaar door de Gemeente wordt toegekend aan een bijzonder architectonisch project.

## Projecten (selectie)

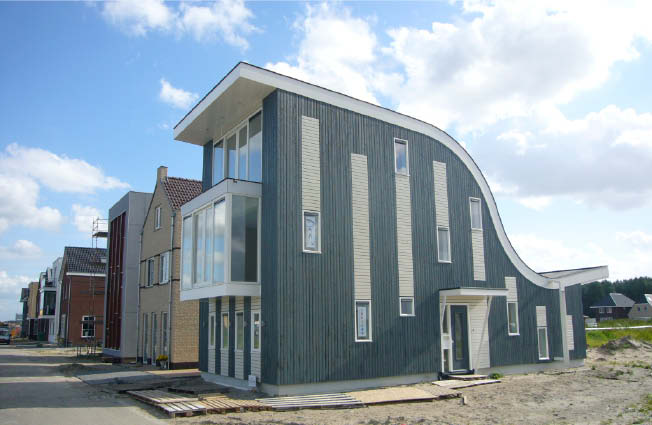
De "Villa voor Trompettist" in Almere

- l'Arche de Noe;  Chaumont-sur-Loire, 1996-1997
- PlayDome; Bristol, 2001-2002
- Nederlands Spoorwegmuseum; Utrecht, 2002-2005. Prijzen: 1e prijs competitie
- Blokhuispoortbrug; Leeuwarden, 2004-2006
- Filmtheater Hilversum; Hilversum, 2005-2008: Prijzen: Hilversumse Architectuurprijs 2010
- DinoDome GaiaZOO; Kerkrade, 2007-2009. Speelkoepel met congrescentrum
- Greenportlane N295; Venlo, 2009-2013. Familie van kunstwerken Floriade 2012
- Villa voor Trompettist,[8] Almere, 2009-2010
- Amazonica Dome; Rotterdam, 2011-2013. Geodetische koepel Diergaarde Blijdorp
- Dreamportlane N261; Tilburg, 2007-2015. Familie van kunstwerken voor tracé Waalwijk-Tilburg
- Linielanding; Nieuwegein, 2014. Bezoekerscentrum A27 Nieuwe Hollandse Waterlinie[9]